# Crocallis pallida
Crocallis pallida là một loài bướm đêm trong họ Geometridae.